# Staples
Staples is een plaats (city) in de Amerikaanse staat Minnesota, en valt bestuurlijk gezien onder Todd County en Wadena County.

## Demografie
Bij de volkstelling in 2000 werd het aantal inwoners vastgesteld op 3104.
In 2006 is het aantal inwoners door het United States Census Bureau geschat op 3082, een daling van 22 (-0,7%).

## Geografie
Volgens het United States Census Bureau beslaat de plaats een oppervlakte van
11,7 km², geheel bestaande uit land. Staples ligt op ongeveer 389 m boven zeeniveau.

## Plaatsen in de nabije omgeving
De onderstaande figuur toont nabijgelegen plaatsen in een straal van 24 km rond Staples.